# Тауриды
Тауриды — ежегодный метеорный поток, наблюдаемый в сентябре — декабре. Радиант метеорного потока находится в созвездии Тельца. Тауриды ассоциируются с кометой Энке — они представляют собой выделившиеся в прошлом из кометы шлейфы метеорных частиц, орбиты которых со временем изменились так, что теперь пересекаются с орбитой Земли.
Тауриды состоят из двух ветвей — Южных и Северных таурид. Их радианты дрейфуют по небу параллельно — один южнее, другой севернее на расстоянии около 9° друг от друга. Максимумы ветвей наблюдаются у Южных таурид с 30 октября по 7 ноября, у Северных — с 4 по 7 ноября. Активность каждой из ветвей оценивается приблизительно в 7 метеоров в час.
Впервые наблюдение Таурид осуществлялось в 1869 году, при этом, и до конца XIX века, наблюдения северной ветви были постоянными, а южной — периодическими. Видимо, по этой причине эти ветви не воспринимались как стабильный метеорный поток. В 1940—1950 гг. накопленные данные позволили рассчитать параметры орбит ветвей, что позволило ассоциировать эти ветви с кометой Энке. При этом наблюдался угол между плоскостями орбит потоков и кометы 10—15°, но это могло объясняться накопленным за длительный период влиянием Юпитера.